# Behind the Frame 〜とっておきの景色を〜
『Behind the Frame 〜とっておきの景色を〜』（ビハインド ザ フレーム 〜とっておきのけしきを〜、英: Behind the Frame: The Finest Scenery、中: 傾聽畫語: 最美好的景色）は、台湾のゲーム開発スタジオSilver Lining Studio（中: 曙光工作室）が開発し、Akupara Gamesとアカツキが発売したパズルゲーム。Silver Lining Studioの2作目となる。2021年8月25日にMicrosoft Windows、macOS、iOS、Android向けに、2022年6月2日にNintendo SwitchとPlayStation 4向けにリリースされた。
2025年8月7日には、本作と同じくSilver Lining Studioが開発した『The Star Named EOS 〜未明の軌跡へ〜』と本作をセットにしたNintendo Switchパッケージ版『Behind the Frame 〜とっておきの景色を〜・The Star Named EOS 〜未明の軌跡へ〜』がPLAYISMより発売された。

## システム
本作はパズルゲームの遊び方を取り入れている。プレイヤーは女性画家の主人公を操作し、部屋でニューヨークの公募展に応募する作品となる油絵を制作する。毎日油絵の一部を完成させた後、部屋でパズルを解き新しい絵の具を見つけ、絵を描き続ける。また主人公は毎日絵の練習をし、そして練習を終えた後に新しい絵の具を見つけるための手掛かりが得られる。グラフィックは2Dのコンピュータグラフィックスでパノラマを表現しており、画面をドラッグして視界を変えることができる。またモバイル版では、画面をズームできる。探索中には、スタジオ内のアイテムを操作できる。ゲームの没入感や臨場感を深める為、ゲーム内のほとんどのパズルは描くことが関連しており、筆を動かして色を描き足すことで解けるパズルがある。部屋にはたくさんの絵があり、絵を元通りに直すことで、プレイヤーは画家の過去の記憶に関する新しい手掛かりやアニメーションを得られる。パズルを解いて手に入れた手稿やその他アイテムは、テキストメッセージやアニメーションでストーリーのプロットや背景を理解するのに役立つ。

## あらすじ

### 本編
ニューヨークの公募展に応募する作品を完成させるため、缶詰作業として自分の部屋を出ずに女性作家は絵を描いていた。絵を描く作業はとても単調かつ反復的で、毎日目を覚まして朝食を作り、コーヒーを淹れ、それから絵を描き始めるというものである。部屋の窓の向こうには、オレンジ色の猫を飼い、絵ばかりを描いている年配の老画家を見ることができる。公募展の絵に加え、女性画家も窓辺に座り、老画家などを対象にスケッチも練習していた。スケッチ中に老画家の絵が見覚えのあるもので、部屋にも似たような絵があることを発見できる。絵の中には若い男性「J」と女性「Amber」が出会い、知り合いになり、そして二人の思い出が描かれていた。ある日、女性画家は老画家が病気であることに気づき、そして倒れているのを目撃するが、彼女の部屋には外から鍵がかかっていた。そして部屋はもう一つのドアがあり、そのドアの名札には老画家の絵の中に登場する女性「Amber」とすることで開くことができた。ドアの奥にあった部屋には、無数の絵が壁に掛けられており、見覚えのあるものとそうでない油絵があった。それぞれの油絵にあるパズルを解くと、女性画家は油絵の中の景色に足を踏み入れ、多くのことを思い出すと同時に自分自身の正体が「Amber」であることに気づく。最後に彼女は全てを理解し、部屋の隅に男性の名前である「Jack」を左右対称で書き、急に変わった部屋の外を見る。窓の外は、老いたJackの絵画展の中であり、女性画家はJackが描いた絵画の中のAmberであった。

### Jack編
Amberがニューヨークへ旅立った後も、Jackは来る日も来る日もスタジオで作業を続けていた。過去に一緒に過ごした時間はJackの作品のインスピレーションの源となり、二人はいつも手紙を通じて連絡を取り合っていた。絵画展に招かれたJackは、展覧会のテーマである「とっておきの景色」に基づいてAmberの絵の肖像を描く。

## 開発
日本のゲーム制作会社アカツキは、2014年に台湾にて最初の海外支店を設立し、海外事業とゲームのローカライズを担当し、オリジナルゲームの現地制作を試みていた。2019年、アカツキは実験プロジェクト「Silver Lining Studio」を社内で立ち上げ、初の作品『Within 迴憶之間』を制作した。この作品は日本本部によって承認され、Silver Lining Studioは独立したゲームブランドとなることができた。2020年にSilver Lining Studioは『Behind the Frame』の開発を開始、開発期間は1年となった。当時のスタジオメンバーには9人のメンバーがおり、4人のアーティスト、2人のプログラマー、1人のゲームプランナー、コミュニティ運営、プロジェクトマネージャで構成されていた。制作のきっかけは、「90分の休憩時間に何をしたいのか？」という質問をチームメンバーで話し合った結果、「映画を見る」「小説を読む」「ゲームをする」の3つの答えが出たことである。そしてこの話題では、ゲーム内で映画や小説の感覚をどのように表現するか考えられ、これによりプレイヤーがエンターテインメントの過程でストーリーを考えることで刺激を受けられるようにと、ゲームを思いついている。後に「脱出＋ペインティングパズル」というゲームの仕組みを思いついてから完成された。制作中には『極限脱出』や『ダンガンロンパ』などのパズルゲームが参考になっているが、このタイプの2Dゲームは固定画面で手掛かりを探し、同時に通常はシーンによって制限を受け、3Dゲームのように横向きまたは向きを変えることができないというデメリットがあった。これにより、制作チームはパノラマテクノロジーを使用してシーンを描画して、プレイヤーが視点を360度回転させて探索できるようにし、プレイヤーの没入感を高めている。主人公の部屋は1980年代から1990年代のパリの画家のアトリエの資料を参考にし、レトロで落ち着いた雰囲気を目指しており、部屋の至る所に不注意に塗られたカーペットや絵の具がある。制作チームはプレイヤーの探索を導くために、明るい色、アニメーションによる一般的なセルロイドスタイル、プレイヤーの興味を引くためにシーン照明を使用するという3つの方法でシーン内のアイテムを促している。
キャラクターデザインに関して、制作チームはストーリーの概要を完成させた後に主人公のイメージを思いついている為、完成版は草案とは大差がない。ゲームの没入感を強める為に、制作チームはプレイヤーの代役が普通かつ現実的で、便利なキャラクターに意図的にデザインしており、そして主人公を通して毎日朝食を食べることでキャラクターに生命力を増させている。同時に、主人公の「画家」の人物像をプレイヤーに体験してもらうため、制作チームは作業に欠かせないコーヒー、雰囲気を作る音楽、観察などを通して疑問に答える癖などキャラクターの行動や習慣を通して画家の日常生活を表現している。また、実際の画家の経験を参考に「下書き」の作り方を思いついており、当初はプレイヤーが自由に絵を描くことができるにする予定であったが、テスト段階で「自由さ」が全体的な世界観と作品のスタイルに影響を及ぼすことに気づき、色を付けたり、下書きに合わせて書いたりと絵画が簡素化することで、自由さとストーリーのバランスを保っている。
ゲームの解読画面やアニメーションの背景もバランスと一貫性を強調している。様々なデバイスの画面ではそのアスペクト比が異なるため、制作チームは解読画面を様々な画面に対応させ、自然さと一貫性を追求された。アニメーションのスタイルに関してはスタジオジブリのスタイルを参考にしており、アニメーションを使いプレイヤーをストーリーの奥部深くへと導き、キャラクターのムードを体験させている。ゲームのプログラマーであるJany Wengは、2021年の台北ゲーム開発者フォーラムで、ゲームのインタラクティブ機能を実現させるために開発の初期段階で多くの時間を費やされたと述べている。開発中期および後期には、Jenyはゲーム内の要素を管理およびデバッグするために複数のエディタを作成しており、特にゲームが複数の言語を対応することを目的とした後は、エディタにより効果的に開発が早まった。ゲームの音楽はYuchain Wangが担当しており、主題歌「The Color You Love the Most」は洪佩瑜が歌を担当している。

## リリース
2020年3月以降、Silver Lining Studioは『Behind the Frame』の制作内容と進捗状況をTwitterにて公開していた。2020年12月24日、Silver Lining Studioはウェブサイト嘖嘖で『Behind the Frame』のクラウドファンディングを計画し、同時にプロジェクトに関連する詳細を公開した。当所は2021年3月に、iOSおよびAndroidのプラットフォームでリリースされる予定であった。2021年2月、スタジオは台北国際ゲームショウのIndie Houseインディーゲームゾーンでデビューし、イベントでゲームの体験版を展示した。同年3月19日、スタジオはリリースを6月に延期することを発表し、ゲームをまだ洗練されたものにする必要があると述べ、ゲームをコンピュータに移植するための追加のSteam版が作成される予定となった。同年5月14日、スタジオはリリースを8月から9月に再延期することを発表し、アメリカの	Akupara Gamesと協力しリリースされ、多言語版を作成し、世界中で同時にリリースされる予定になった。同年6月、E3 2021では『Behind the Frame』がSummer Game Festなどのオンライン展示会で新しいゲームコンテンツとプロデューサー情報を最初に公開し、注目を集めた。同年7月30日、Silver Lining StudioとAkupara Gamesはゲームが8月25日に世界でリリースされ、App StoreとGoogle Playが同日に事前注文されること、先行予約に参加したプレイヤーは限定ゲームステッカーパックとモバイル用壁紙を入手できることを発表した。同年8月25日、モバイル版に加え、PC版はSteam、Epic Gamesストア、GOG.com、itch.io、Game Joltで正式にリリースされ、リリース開始時に10％割引でプロモーションされた。同日、ゲームのサウンドトラックも様々な音楽ストリーミングサービスで利用可能になった。
2021年12月17日に、Silver Lining StudioとAkupara Gamesはゲームの家庭用ゲーム機版を2022年春にリリースすることを発表した。同月30日、同スタジオはウェブサイトでゲームのフィジカルアートセットコレクションの予約キャンペーンを開始。2022年6月2日に、Nintendo SwitchとPlayStation 4向けにリリース、また全てのプラットフォーム向けに新しいストーリーの章が追加される無料アップデートを実施した。
2022年5月26日に、Silver Lining Studioと台湾角川が共同で制作したグラフィックノベル『傾聽畫語 你未曾知曉的景色』（八千子著）が発売された。

## 評価
PC版は、Metacriticの集計スコアで100点中73点を獲得し、ゲームメディアから様々なレビューを受けている。ゲームのアートとアニメーションは好評を博し、多くのメディアはそのアニメーションスタイルがスタジオジブリのものと似ていると考え、Electronic Entertainment Expoのオンライン展示会・Summer Game Festの司会者であるジョン・ギブソンは、「過去数世代のゲームでアニメーションに大きな飛躍が見られたが、これは技術的な側面だけでなく、芸術的な側面によっても率い導いている。『Behind the Frame』はこの現象の最もたる代表的な作品だ。」と考えている。Big Indie Pitchのマネージャーであるソフィア・オーブリー・ドレイクは、『Behind the Frame』は脱出ゲームの仕組みと物語の完璧な組み合わせで、ゲームの完成度は高いと考え、まるでアニメーション映画を見ているような体験だったと述べている。觸樂の袁伟腾はゲームのストーリーを伝える方法が素晴らしく、プロットを上手く処理していると考えている。巴哈姆特電玩資訊站の編集者である烏拉拉は、ゲームが芸術性と文化性に満ちており、プレイの過程で挿入されるアニメーションの演出から、プレイヤーは主人公の快適な生活を体験できると述べている。IGN Franceの編集者であるCyckは、ゲームの芸術性を賞賛すると共に、プレイアビリティが低すぎると考え、ゲームをクリアするのに1時間しかかからず、ゲームのパズルデザインも単純すぎると述べている。Jeuxvideo.comの編集者であるTiraxaは、ゲームは感動的なストーリーを語り、アートと音楽も上手く調和されていると考えているが、ストーリーが短すぎることで表現の内容が限られており、ゲームプレイにもかなりの制限がかけられ、ほとんど変化がないと述べている。

### 受賞
『Behind the Frame』は体験版の段階でGame Connection Asia 2020のIndie Development Awardsにて「Best hardcore game」を受賞、2021年に開催されたPocket Gamer Connects Digital #5の「Big Indie Pitch (Mobile Edition)」では第1位を獲得、ロシアのDevGAMM Spring 2021では「Excellence in Visual Art」と「Best Mobile Game」にノミネート、2021年に開催されたアメリカのNYX Game Awardsのモバイルゲーム部門にて「ベストビジュアルアート」で金賞を、「ベストストーリーナラティブ」、「ベストゲームエクスペリエンス」、「ベストインディペンデントゲーム」で3つの銀賞を受賞した。リリース後は、2021年 indiePlay中国独立游戏大赛で「最佳视觉效果」にノミネートされ、Game Connection Europe x ChinaJoy 2021のGlobal Game Development Awardsでは「Best Portable Game」にノミネートされた。